# Kości klinowate
Kości klinowate (łac. ossa cuneiformia) – kości stępu stopy człowieka, leżące między kością łódkowatą a kośćmi śródstopia. Mają one kształt klinów. Odróżnia się kość klinowatą przyśrodkową (łac. os cuneiforme mediale), pośrednią (łac. os cuneiforme intermedium) i boczną (łac. os cuneiforme laterale).